# ChemCologne

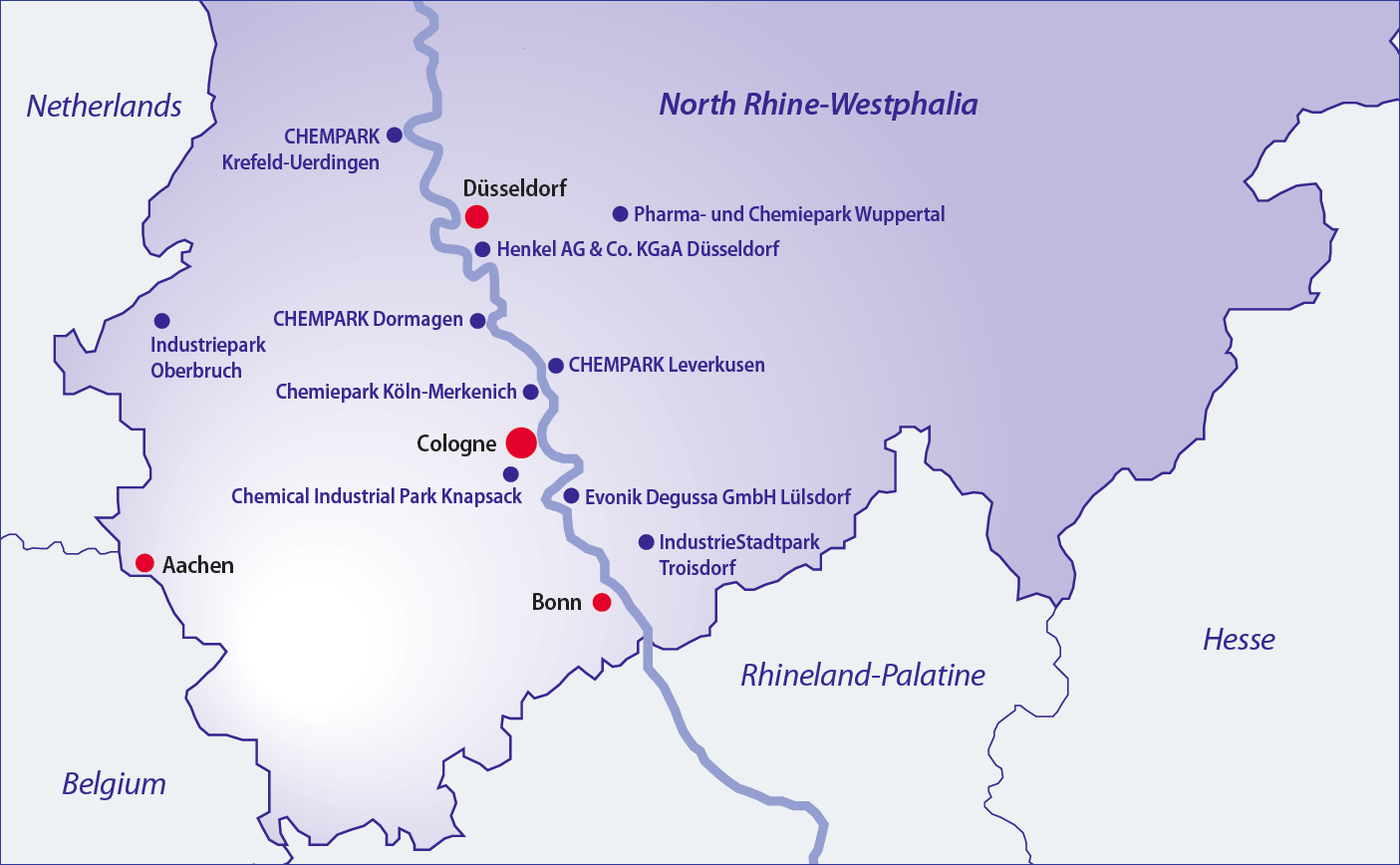
Die ChemCologne-Region

ChemCologne ist ein Verein mit Sitz in Köln, dessen Ziel es ist, die Attraktivität und Wettbewerbsfähigkeit der Chemie-Region weiterzuentwickeln und sie bei in- und ausländischen Investoren noch bekannter machen. Die Städte Aachen, Bonn, Köln und Düsseldorf bilden das geographische Kerngebiet der ChemCologne-Region.

## Geschichte
Die Initiative wurde am 26. Februar 1999 über eine Grundsatzvereinbarung gegründet. Gründungspartner waren die Unternehmen InfraServ Knapsack (heute YNCORIS) und die Bayer AG, sowie der Arbeitgeberverband Chemie Köln, die Region Köln/Bonn und Nachbarn e.V., das Ministerium für Wirtschaft, Mittelstand, Technologie und Verkehr des Landes Nordrhein-Westfalen und die Gesellschaft für Wirtschaftsförderung NRW GmbH. 2002 wurde die Initiative in einen eingetragenen Verein umgewandelt. Diese Rechtsform hat bis heute Bestand.

## Wirtschaft
Nordrhein-Westfalen ist der wichtigste Industriestandort Deutschlands. Die Chemiewirtschaft ist der umsatzstärkste Industriezweig des Landes Nordrhein-Westfalen. Vom gesamtdeutschen Jahresumsatz der chemischen Industrie wurden 2017 in der ChemCologne-Region (Regierungsbezirke Köln und Düsseldorf) 30,2 Milliarden Euro Umsatz und damit fast 70 % zum Gesamtumsatz der chemischen Industrie im Land Nordrhein-Westfalen oder rund 22 % des gesamten deutschen Chemieumsatzes generiert. Außerdem arbeiten über 70.000 Beschäftigte in der chemischen Industrie. In der Region stehen mit dem Chempark an seinen Standorten in Leverkusen, Krefeld und Dormagen, dem Chemiepark Knapsack, dem Chemiepark Köln-Merkenich, dem Henkel-Standort in Düsseldorf, dem Evonik-Standort in Lülsdorf, dem Pharma- und Chemiepark in Wuppertal und dem Industriepark Oberbruch gleich neun leistungsstarke Ansiedlungsareale der chemischen Industrie zur Verfügung. Außerdem betreibt die Shell Oil Deutschland GmbH in Köln-Godorf und Wesseling die Rheinland Raffinerie, die größte Raffinerie Deutschlands.

## Ziele
Der Zweck des Vereins ist die Sicherung und Stärkung der chemischen Industrie im Rheinland. ChemCologne verfolgt dabei insbesondere folgende Ziele:
- Nationale und internationale PR-Arbeit zur Steigerung des Bekanntheitsgrades der Chemie-Region
- Aktives Standortmarketing für Investitionen in der Chemie-Region
- Entwicklung der Umfeldbedingungen für Industrieansiedlungen
- Förderung der Verbundstrukturen der Chemischen Industrie und Unterstützung betrieblicher Kooperationen zwischen Chemischer Industrie und der regionalen Wirtschaft
- Erhöhung der Innovationskraft im Rheinland durch Intensivierung des Wissenstransfers und Bildung von Netzwerken mit den regionalen Hochschulen sowie Gründer- und Technologiezentren

Im Jahr 2014 hat ChemCologne eine Studie zum Thema Chemielogistik im Rheinland veröffentlicht. Mit der Studienübergabe an Michael Groschek, Minister für Bauen, Wohnen, Stadtentwicklung und Verkehr des Landes Nordrhein-Westfalen, wurden die wichtigsten Kernaussagen bei den maßgeblichen politischen Akteuren platziert. Die plötzliche Sperrung der Rheinbrücke Leverkusen für jeden Lastverkehr über 3,5 t im Dezember 2012 war ein gravierender Eingriff in die logistischen Tätigkeiten vieler Unternehmen der chemischen Industrie im Rheinland. Die Diskussionen rund um die vielfach marode Infrastruktur im Köln-Düsseldorfer Raum machten schnell klar, dass es keine verlässlichen Daten und Fakten zu den besonderen Bedürfnissen der chemischen Industrie in Bezug auf logistische Anforderungen gibt. Die Studie bietet einen Einblick auf Chemielogistik-Angebot und -Nachfrage sowie die Verkehrsverflechtungen der Chemie-Region Rheinland.
Unter dem Motto „Startup trifft Chemieindustrie“ führt ChemCologne seit 2017 seinen Kooperationstag durch. Der Austausch zwischen Startups und Chemieunternehmen soll so erhöht werden. Die Digitalisierung ist ein Kernthema des Veranstaltungformats, um neue und innovative Geschäftsfeldinnovationen zu initiieren.

## Mitglieder
ChemCologne wird gefördert und unterstützt von Chemieunternehmen, Chemieparkbetreibern sowie chemienahen Dienstleistern der Region, dem Arbeitgeberverband Chemie Rheinland, der Stadt Köln, weiteren Städten und Kreisen der Region, der IHK zu Köln, der Bezirksregierung Köln, den Hochschulen der Region, der Wirtschaftsförderungsgesellschaft des Landes NRW.Invest sowie der Industriegewerkschaft Bergbau, Chemie, Energie.

## Meine Position ist spitze!
In den Sommerferien 2015 führte ChemCologne erstmals die Aktion „Meine Position ist spitze!“ durch, die sich an Schüler ab 16 Jahren richtet. Mitgliedsunternehmen des Vereins (im Jahr 2015 Currenta, Evonik Industries, InfraServ Knapsack, Ineos Köln und Shell Rheinland Raffinerie) stellten für einen Tag leitende Positionen zur Verfügung, auf die die Schüler sich bewerben konnten. Die Gewinner des Wettbewerbs übernahmen dann für einen Tag die Führungspositionen.
Seit der erfolgreichen Premiere 2015 findet die Aktion „Meine Position ist spitze!“ regelmäßig jährlich statt, wobei sich mehrere weitere Mitgliedsunternehmen wie Alfred Talke, Currenta, Evonik Industries, InfraServ Knapsack, Lanxess, Shell Rheinland Raffinerie, AkzoNobel und die Rhein-Erft Akademie beteiligen und Schülern die Chance bietet, verschiedene Berufsbilder der Chemieindustrie kennenzulernen.